# Anund Sture
För rikrådet som avled 1434, se Anund Algotsson Sture, för riksrådet som avled 1464, se Anund Sture (död 1464).
Anund Sture, död 1360 eller 1361, var en svensk riddare och riksråd.

## Biografi
Anund Sture var en av kung Birgers betrodda män, och han tycks ha deltagit redan i det stora fredsmötet i Helsingborg 1310, då man lyckades åstadkomma en tillfällig försoning mellan kung Birger och hertigarna, men gick snart över till hertig Erik, och 1321 tillhörde han hertiginnan Ingeborgs råd och belönades av henne detta år för gjorda tjänster. 
Sture blev slagen till riddare troligen 21 juni 1327 när hertiginnan Ingeborg gifte sig med Knut Porse. Under Magnus Eriksson var han en av riksrådets mest ansedda och mest betrodda medlemmar. Han var kunglig ståthållare i Skåne 1333 och svenskt ombud vid avslutandet av ett vapenstilleståndsavtal med Lübeck 1352.    

### Egendom
Sture ägde gårdar i Glanshammars härad i Närke, i Kinds härad och Åse härad i Västergötland och i Bråbo härad och Dals härad i Östergötland.

### Familj
Sture var 29 december 1331 gift med Karin Näskonungsdotter, syster till riddaren Karl Näskonungsson och Erengisle Näskonungsson. De fick tillsammans barnen riddare och riksråd Magnus Anundsson Sture och Ingeborg Anundsdotter som var gift 1381.